# Нотери (Каљари)
Нотери је насеље у Италији у округу Каљари, региону Сардинија.
Према процени из 2011. у насељу је живело 19 становника. Насеље се налази на надморској висини од 11 м.